# Division Est de la Ligue américaine
La division Est de la Ligue américaine est l'une des 3 divisions de la Ligue américaine de baseball et l'une des 6 divisions de la Ligue majeure de baseball.
Elle est créée en 1969 en même temps que la division Ouest de la Ligue américaine. Avant cette date, la Ligue américaine était une ligue à 10 équipes, sans divisions. Depuis sa composition actuelle en 1994, la division Est compte 5 clubs basés dans l'est des États-Unis et au Canada.
Les champions en titre actuels de la division Est de la Ligue américaine sont les Yankees de New York, qui ont terminé au premier rang lors de la saison 2024

## Équipes

### Équipes actuelles
- Blue Jays de Toronto : depuis leur entrée dans la MLB en 1977.
- Orioles de Baltimore : depuis 1969.
- Rays de Tampa Bay : depuis leur entrée dans la MLB en 1998.
- Red Sox de Boston : depuis 1969.
- Yankees de New York : depuis 1969.

### Anciennes équipes
- Brewers de Milwaukee : de 1972 à 1993, avant de passer à la division Centrale de la Ligue américaine en 1994, puis à la Ligue nationale en 1998.
- Indians de Cleveland : de 1969 à 1993, avant de passer à la division Centrale de la Ligue américaine.
- Senators de Washington : de 1969 à 1971, avant le déménagement de la franchise à Arlington, Texas.
- Tigers de Détroit : de 1969 à 1998, avant de passer à la division Centrale de la Ligue américaine.

## Champions de division
La liste des champions de la division Est de la Ligue américaine :
Légende :
- Vainqueur des World Series
- Finaliste des World Series

| Saison | Franchise                                                                                                  | Bilan | % | Résultats en playoffs |
| ------ | --- | --- | --- | --- |
| 1969   | Orioles de Baltimore                                                                                       | 109-53 | .673 | Victoire - ALCS (Twins) 3-0 Défaite - World Series (Mets) 4-1                                                                   |
| 1970   | Orioles de Baltimore                                                                                       | 108-54 | .667 | Victoire - ALCS (Twins) 3-0 Victoire - World Series (Reds) 4-1                                                                  |
| 1971   | Orioles de Baltimore                                                                                       | 101-57 | .639 | Victoire - ALCS (Athletics) 3-0 Défaite - World Series (Pirates) 4-3                                                            |
| 1972   | Tigers de Détroit                                                                                          | 86-70 | .551 | Défaite - ALCS (Athletics) 3-2                                                                                                  |
| 1973   | Orioles de Baltimore                                                                                       | 97-65 | .599 | Défaite - ALCS (Athletics) 3-2                                                                                                  |
| 1974   | Orioles de Baltimore                                                                                       | 91-71 | .562 | Défaite - ALCS (Athletics) 3-1                                                                                                  |
| 1975   | Red Sox de Boston                                                                                          | 95-65 | .594 | Victoire - ALCS (Athletics) 3-0 Défaite - World Series (Reds) 4-3                                                               |
| 1976   | Yankees de New York                                                                                        | 97-62 | .610 | Victoire - ALCS (Royals) 3-2 Défaite - World Series (Reds) 4-0                                                                  |
| 1977   | Yankees de New York                                                                                        | 100-62 | .617 | Victoire - ALCS (Royals) 3-2 Victoire - World Series (Dodgers) 4-2                                                              |
| 1978   | Yankees de New York                                                                                        | 100-63 | .613 | Victoire - ALCS (Royals) 3-1 Victoire - World Series (Dodgers) 4-2                                                              |
| 1979   | Orioles de Baltimore                                                                                       | 102-57 | .642 | Victoire - ALCS (Angels) 3-1 Défaite - World Series (Pirates) 4-3                                                               |
| 1980   | Yankees de New York                                                                                        | 103-59 | .636 | Défaite - ALCS (Royals) 3-0 |
| 1981   | Yankees de New York                                                                                        | 59-48 | .551 | Victoire - ALDS (Brewers) 3-2 Victoire - ALCS (Athletics) 3-0 Défaite - World Series (Dodgers) 4-2                              |
| 1982   | Brewers de Milwaukee (1)                                                                                   | 95-67 | .586 | Victoire - ALCS (Angels) 3-2 Défaite - World Series (Cardinals) 4-3                                                             |
| 1983   | Orioles de Baltimore                                                                                       | 98-64 | 98-64 | Victoire - ALCS (White Sox) 3-1 Victoire - World Series (Phillies) 4-1                                                          |
| 1984   | Tigers de Détroit                                                                                          | 104-58 | .642 | Victoire - ALCS (Royals) 3-0 Victoire - World Series (Padres) 4-1                                                               |
| 1985   | Blue Jays de Toronto                                                                                       | 99-62 | .615 | Défaite - ALCS (Royals) 4-3 |
| 1986   | Red Sox de Boston                                                                                          | 95-66 | .590 | Victoire - ALCS (Angels) 4-3 Défaite - World Series (Mets) 4-3                                                                  |
| 1987   | Tigers de Détroit                                                                                          | 98-64 | .605 | Défaite - ALCS (Twins) 4-1 |
| 1988   | Red Sox de Boston                                                                                          | 89-73 | .549 | Défaite - ALCS (Athletics) 4-0                                                                                                  |
| 1989   | Blue Jays de Toronto                                                                                       | 89-73 | .549 | Défaite - ALCS (Athletics) 4-1                                                                                                  |
| 1990   | Red Sox de Boston                                                                                          | 88-74 | .543 | Défaite - ALCS (Athletics) 4-0                                                                                                  |
| 1991   | Blue Jays de Toronto                                                                                       | 91-71 | .562 | Défaite - ALCS (Twins) 4-1 |
| 1992   | Blue Jays de Toronto                                                                                       | 96-66 | .593 | Victoire - ALCS (Athletics) 4-2 Victoire - World Series (Braves) 4-2                                                            |
| 1993   | Blue Jays de Toronto                                                                                       | 95-67 | .586 | Victoire - ALCS (White Sox) 4-2 Victoire - World Series (Phillies) 4-2                                                          |
| 1994   | Aucun champion officiel à cause de la grève des joueurs. Les Yankees de New York (70-43) étaient premiers. | Aucun champion officiel à cause de la grève des joueurs. Les Yankees de New York (70-43) étaient premiers. | Aucun champion officiel à cause de la grève des joueurs. Les Yankees de New York (70-43) étaient premiers. | Aucun champion officiel à cause de la grève des joueurs. Les Yankees de New York (70-43) étaient premiers.                      |
| 1995   | Red Sox de Boston                                                                                          | 86-58 | .597 | Défaite - ALCS (Indians) 3-0 |
| 1996   | Yankees de New York                                                                                        | 92-70 | .568 | Victoire - ALDS (Rangers) 3-1 Victoire - ALCS (Orioles) 4-1 Victoire - World Series (Braves) 4-2                                |
| 1997   | Orioles de Baltimore                                                                                       | 98-64 | .605 | Victoire - ALDS (Mariners) 3-1 Défaite - ALCS (Indians) 4-2                                                                     |
| 1998   | Yankees de New York                                                                                        | 114-48 | .704 | Victoire - ALDS (Rangers) 3-0 Victoire - ALCS (Indians) 4-2 Victoire - World Series (Padres) 4-0                                |
| 1999   | Yankees de New York                                                                                        | 98-64 | .605 | Victoire - ALDS (Rangers) 3-0 Victoire - ALCS (Red Sox) 4-1 Victoire - World Series (Braves) 4-0                                |
| 2000   | Yankees de New York                                                                                        | 87-74 | .540 | Victoire - ALDS (Athletics) 3-2 Victoire - ALCS (Mariners) 4-2 Victoire - World Series (Mets) 4-1                               |
| 2001   | Yankees de New York                                                                                        | 95-65 | .594 | Victoire - ALDS (Athletics) 3-2 Victoire - ALCS (Mariners) 4-1 Défaite - World Series (Diamondbacks) 4-3                        |
| 2002   | Yankees de New York                                                                                        | 103-58 | .640 | Défaite - ALCS (Angels) 3-1 |
| 2003   | Yankees de New York                                                                                        | 101-61 | .623 | Victoire - ALDS (Twins) 3-1 Victoire - ALCS (Red Sox) 4-3 Défaite - World Series (Marlins) 4-2                                  |
| 2004   | Yankees de New York                                                                                        | 101-61 | .623 | Victoire - ALDS (Twins) 3-1 Défaite - ALCS (Red Sox) 4-3                                                                        |
| 2005   | Yankees de New York                                                                                        | 95-67 | .586 | Défaite - ALDS (Angels) 3-2 |
| 2006   | Yankees de New York                                                                                        | 97-65 | .599 | Défaite - ALDS (Tigers) 3-1 |
| 2007   | Red Sox de Boston                                                                                          | 96-66 | .593 | Victoire - ALDS (Angels) 3-0 Victoire - ALCS (Indians) 4-3 Victoire - World Series (Rockies) 4-0                                |
| 2008   | Rays de Tampa Bay                                                                                          | 97-65 | .599 | Victoire - ALDS (White Sox) 3-1 Victoire - ALCS (Red Sox) 4-3 Défaite - World Series (Phillies) 4-1                             |
| 2009   | Yankees de New York                                                                                        | 103-59 | .636 | Victoire - ALDS (Twins) 3-0 Victoire - ALCS (Angels) 4-2 Victoire - World Series (Phillies) 4-2                                 |
| 2010   | Rays de Tampa Bay                                                                                          | 96-66 | .593 | Défaite - ALDS (Rangers) 3-2 |
| 2011   | Yankees de New York                                                                                        | 97-65 | .599 | Défaite - ALDS (Tigers) 3-2 |
| 2012   | Yankees de New York                                                                                        | 95-67 | .586 | Victoire - ALDS (Orioles) 3-2 Défaite - ALCS (Tigers) 4-0                                                                       |
| 2013   | Red Sox de Boston                                                                                          | 97-65 | .599 | Victoire - ALDS (Rays) 3-1 Victoire - ALCS (Tigers) 4-2 Victoire - World Series (Cardinals) 4-2                                 |
| 2014   | Orioles de Baltimore                                                                                       | 96-66 | .593 | Victoire - ALDS (Tigers) 3-0 Défaite - ALCS (Royals) 4-0                                                                        |
| 2015   | Blue Jays de Toronto (6)                                                                                   | 93-69 | .574 | Victoire - ALDS (Rangers) 3-2 Défaite - ALCS (Royals) 4-2                                                                       |
| 2016   | Red Sox de Boston                                                                                          | 93-69 | .574 | Défaite - ALDS (Indians) 3-0 |
| 2017   | Red Sox de Boston                                                                                          | 93-69 | .574 | Défaite - ALDS (Astros) 3-1 |
| 2018   | Red Sox de Boston (10)                                                                                     | 108-54 | .667 | Victoire - ALDS (Yankees) 3-1 Victoire - ALCS (Astros) 4-1 Victoire - World Series (Dodgers) 4-1                                |
| 2019   | Yankees de New York                                                                                        | 103-59 | .636 | Victoire - ALDS (Twins) 3-0 Défaite - ALCS (Astros) 4-2                                                                         |
| 2020   | Rays de Tampa Bay                                                                                          | 40-20 | .667 | Victoire - ALWC (Blue Jays) 2-0 Victoire - ALDS (Yankees) 3-2 Victoire - ALCS (Astros) 4-3 Défaite - World Series (Dodgers) 4-2 |
| 2021   | Rays de Tampa Bay (4)                                                                                      | 100-62 | .617 | Défaite - ALDS (Red Sox) 3-1 |
| 2022   | Yankees de New York                                                                                        | 99-63 | .611 | Victoire - ALDS (Guardians) 3-2 Défaite - ALCS (Astros) 4-0                                                                     |
| 2023   | Orioles de Baltimore (10)                                                                                  | 101-61 | .623 | Défaite - ALCS (Rangers) 3-0 |
| 2024   | Yankees de New York (21)                                                                                   | 94-68 | .580 | Victoire - ALDS (Royals) 3-1 Victoire - ALCS (Guardians) 4-1 Défaite - World Series (Dodgers) 4-1                               |

## Qualifiés en Wild Card
Depuis 1995, un club ne terminant pas au premier rang de sa division peut se qualifier pour les séries éliminatoires comme meilleur deuxième s'il a la meilleure fiche victoires-défaites des équipes de deuxièmes places de sa ligue (divisions Est, Centrale et Ouest). Dans chaque ligue depuis la saison 2012, les deux clubs avec la meilleure fiche parmi ceux ne terminant pas en première place de leur division sont qualifiés en éliminatoires. Depuis la saison 2022, les séries éliminatoires sont étendues à trois wild card par ligue au lieu de deux.
| Saison | Franchise            | Bilan  | %    | GB  | Résultats en playoffs                                                                              |
| ------ | -------------------- | ------ | ---- | --- | -------------------------------------------------------------------------------------------------- |
| 1995   | Yankees de New York  | 79-65  | .549 | 7   | Défaite - ALDS (Mariners) 3-2                                                                      |
| 1996   | Orioles de Baltimore | 88-74  | .573 | 4   | Victoire - ALDS (Indians) 3-1 Défaite - ALCS (Yankees) 4-1                                         |
| 1997   | Yankees de New York  | 96-66  | .593 | 2   | Défaite - ALDS (Indians) 3-2                                                                       |
| 1998   | Red Sox de Boston    | 92-70  | .568 | 22  | Défaite - ALDS (Indians) 3-1                                                                       |
| 1999   | Red Sox de Boston    | 94-68  | .580 | 4   | Victoire - ALDS (Indians) 3-2 Défaite - ALCS (Yankees) 4-1                                         |
| 2003   | Red Sox de Boston    | 95-67  | .586 | 6   | Victoire - ALDS (Athletics) 3-2 Défaite - ALCS (Yankees) 4-3                                       |
| 2004   | Red Sox de Boston    | 98-64  | .605 | 3   | Victoire - ALDS (Angels) 3-0 Victoire - ALCS (Yankees) 4-3 Victoire - World Series (Cardinals) 4-0 |
| 2005   | Red Sox de Boston    | 95-67  | .586 | 0   | Défaite - ALDS (White Sox) 3-0                                                                     |
| 2007   | Yankees de New York  | 94-68  | .580 | 2   | Défaite - ALDS (Indians) 3-1                                                                       |
| 2008   | Red Sox de Boston    | 95-67  | .586 | 2   | Victoire - ALDS (Angels) 3-1 Défaite - ALCS (Rays) 4-3                                             |
| 2009   | Red Sox de Boston    | 95-67  | .586 | 2   | Défaite - ALDS (Angels) 3-0                                                                        |
| 2010   | Yankees de New York  | 95-67  | .586 | 1   | Victoire - ALDS (Twins) 3-0 Défaite - ALCS (Rangers) 4-2                                           |
| 2011   | Rays de Tampa Bay    | 91-71  | .562 | 6   | Défaite - ALDS (Rangers) 3-1                                                                       |
| 2012   | Orioles de Baltimore | 93-69  | .574 | 2   | Victoire - ALWC (Rangers) Défaite - ALDS (Yankees) 3-2                                             |
| 2013   | Rays de Tampa Bay    | 92-71  | .564 | 5.5 | Victoire - ALWC (Indians) Défaite - ALDS (Red Sox) 3-1                                             |
| 2015   | Yankees de New York  | 87-75  | .537 | 6   | Défaite - ALWC (Astros)                                                                            |
| 2016   | Blue Jays de Toronto | 89-73  | .549 | 4   | Victoire - ALWC (Orioles) Victoire - ALDS (Rangers) 3-0 Défaite - ALCS (Indians) 4-1               |
| 2016   | Orioles de Baltimore | 89-73  | .549 | 4   | Défaite - ALWC (Blue Jays)                                                                         |
| 2017   | Yankees de New York  | 91-71  | .562 | 2   | Victoire - ALWC (Twins) Victoire - ALDS (Indians) 3-2 Défaite - ALCS (Astros) 4-3                  |
| 2018   | Yankees de New York  | 100-62 | .617 | 8   | Victoire - ALWC (Athletics) Défaite - ALDS (Astros) 3-1                                            |
| 2019   | Rays de Tampa Bay    | 96-66  | .593 | 7   | Victoire - ALWC (Indians) Défaite - ALDS (Astros) 3-1                                              |
| 2020   | Yankees de New York  | 33-27  | .550 | 7   | Victoire - ALWC (Indians) Défaite - ALDS (Rays) 3-2                                                |
| 2020   | Blue Jays de Toronto | 32-28  | .568 | 8   | Défaite - ALWC (Rays)                                                                              |
| 2021   | Red Sox de Boston    | 92-70  | .568 | 12  | Victoire - ALWC (Yankees) Victoire - ALDS (Rays) 3-1 Défaite - ALCS (Astros) 4-2                   |
| 2021   | Yankees de New York  | 92-70  | .568 | 12  | Défaite - ALWC (Red Sox)                                                                           |
| 2022   | Blue Jays de Toronto | 92-70  | .568 | 7   | Défaite - ALWC (Mariners) 2-0                                                                      |
| 2022   | Rays de Tampa Bay    | 86-76  | .531 | 13  | Défaite - ALWC (Guardians) 2-0                                                                     |
| 2023   | Rays de Tampa Bay    | 99-63  | .611 | 2   | Défaite - ALWC (Rangers) 2-0                                                                       |
| 2023   | Blue Jays de Toronto | 89-73  | .542 | 12  | Défaite - ALWC (Twins) 2-0                                                                         |
| 2024   | Orioles de Baltimore | 91-71  | .562 | 1   | Défaite - ALWC (Royals) 2-0                                                                        |

## Résultats par équipes
Tableau mis à jour après la saison 2023.
| Franchise              | Titres | Dernier titre | Années | Wild Card |
| ---------------------- | ------ | ------------- | --- | --------- |
| Yankees de New York    | 21     | 2024          | 1976, 1977, 1978, 1980, 1981, 1996, 1998, 1999, 2000, 2001, 2002, 2003, 2004, 2005, 2006, 2009, 2011, 2012, 2019, 2022, 2024 | 8         |
| Red Sox de Boston      | 10     | 2018          | 1975, 1986, 1988, 1990, 1995, 2007, 2013, 2016, 2017, 2018                                                                   | 8         |
| Orioles de Baltimore   | 10     | 2023          | 1969, 1970, 1971, 1973, 1974, 1979, 1983, 1997, 2014, 2023                                                                   | 4         |
| Blue Jays de Toronto   | 6      | 2015          | 1985, 1989, 1991, 1992, 1993, 2015                                                                                           | 4         |
| Rays de Tampa Bay      | 4      | 2021          | 2008, 2010, 2020, 2021 | 5         |
| Tigers de Détroit      | 3      | 1987          | 1972, 1984, 1987 | —         |
| Brewers de Milwaukee   | 1      | 1982          | 1982 | —         |
| Indians de Cleveland   | 0      | —             | — | —         |
| Senators de Washington | 0      | —             | — | —         |

- en italique : Anciens membres de la division

## Résultats saison par saison
Légende :
- Vainqueur des World Series
- Finaliste des World Series
- Qualifié pour les séries éliminatoires
- (x) : Classement (seed) dans la conférence en fin de saison régulière

| Saison | Bilan des équipes       | Bilan des équipes       | Bilan des équipes      | Bilan des équipes  | Bilan des équipes  | Bilan des équipes  | Bilan des équipes  |
| --- | ----------------------- | ----------------------- | ---------------------- | ------------------ | ------------------ | ------------------ | ------------------ |
| Saison | 1er                     | 2e                      | 3e                     | 4e                 | 5e                 | 6e                 | 7e                 |
| 1969 | Baltimore (109-53)      | Détroit (90-72)         | Boston (87-75)         | Washington (86-76) | NY Yankees (80-81) | Cleveland (62-99)  |                    |
| 1970 | Baltimore (108-54)      | NY Yankees (93-69)      | Boston (87-75)         | Détroit (79-53)    | Cleveland (76-86)  | Washington (70-92) |                    |
| 1971 | Baltimore (101-57)      | Détroit (91-71)         | Boston (85-77)         | NY Yankees (82-80) | Washington (63-96) | Cleveland (60-102) |                    |
| 1972 : Les Senators de Washington déménagent a Arlington au Texas, ils deviennent les Rangers du Texas et rejoignent la division AL West. Les Brewers de Milwaukee font le chemin inverse.                                      |                         |                         |                        |                    |                    |                    |                    |
| 1972 | Détroit (86-70)         | Boston (85-70)          | Baltimore (80-74)      | NY Yankees (79-76) | Cleveland (72-84)  | Milwaukee (65-91)  |                    |
| 1973 | Baltimore (97-65)       | Boston (89-73)          | Détroit (85-77)        | NY Yankees (80-82) | Milwaukee (74-88)  | Cleveland (71-91)  |                    |
| 1974 | Baltimore (91-71)       | NY Yankees (89-73)      | Boston (84-78)         | Cleveland (77-85)  | Milwaukee (76-86)  | Détroit (72-90)    |                    |
| 1975 | Boston (95-65)          | Baltimore (90-69)       | NY Yankees (83-77)     | Cleveland (79-80)  | Milwaukee (68-94)  | Détroit (57-104)   |                    |
| 1976 | NY Yankees (97-62)      | Baltimore (88-74)       | Boston (83-79)         | Cleveland (81-78)  | Détroit (74-87)    | Milwaukee (66-95)  |                    |
| 1977 : Les Blue Jays de Toronto rejoignent la division en tant qu'équipe d'expansion. |                         |                         |                        |                    |                    |                    |                    |
| 1977 | NY Yankees (100-62)     | Baltimore (97-64)       | Boston (97-64)         | Détroit (74-88)    | Cleveland (71-90)  | Milwaukee (67-95)  | Toronto (54-107)   |
| 1978 | NY Yankees (100-63)     | Boston (99-64)          | Milwaukee (93-69)      | Baltimore (90-71)  | Détroit (86-76)    | Cleveland (69-90)  | Toronto (59-102)   |
| 1979 | Baltimore (102-57)      | Milwaukee (95-66)       | Boston (91-69)         | NY Yankees (89-71) | Détroit (75-76)    | Cleveland (81-80)  | Toronto (53-109)   |
| 1980 | NY Yankees (103-59)     | Baltimore (100-62)      | Milwaukee (86-76)      | Détroit (84-78)    | Boston (83-77)     | Cleveland (79-81)  | Toronto (67-95)    |
| 1981 | Milwaukee (62-47)       | Baltimore (59-46)       | NY Yankees (59-48)     | Détroit (60-49)    | Boston (59-49)     | Cleveland (52-51)  | Toronto (37-69)    |
| 1982 | Milwaukee (95-67)       | Baltimore (64-68)       | Boston (89-73)         | Détroit (83-79)    | NY Yankees (79-83) | Cleveland (78-84)  | Toronto (78-84)    |
| 1983 | Baltimore (98-64)       | Détroit (92-70)         | NY Yankees (91-71)     | Toronto (89-73)    | Milwaukee (87-75)  | Boston (78-84)     | Cleveland (70-92)  |
| 1984 | Détroit (104-58)        | Toronto (89-73)         | NY Yankees (87-75)     | Boston (86-76)     | Baltimore (85-77)  | Cleveland (75-87)  | Milwaukee (67-94)  |
| 1985 | Toronto (99-62)         | NY Yankees (97-64)      | Détroit (84-77)        | Baltimore (83-78)  | Boston (81-81)     | Milwaukee (71-90)  | Cleveland (60-102) |
| 1986 | Boston (95-66)          | NY Yankees (90-72)      | Détroit (87-75)        | Toronto (86-76)    | Cleveland (4-78)   | Milwaukee (77-84)  | Baltimore (73-89)  |
| 1987 | Détroit (98-64)         | Toronto (96-66)         | Milwaukee (91-71)      | NY Yankees (89-73) | Boston (78-84)     | Baltimore (67-95)  | Cleveland (61-101) |
| 1988 | Boston (89-73)          | Détroit (88-74)         | Milwaukee (87-75)      | Toronto (87-75)    | NY Yankees (85-76) | Cleveland (78-84)  | Baltimore (54-107) |
| 1989 | Toronto (89-73)         | Baltimore (87-75)       | Boston (86-79)         | Milwaukee (81-81)  | NY Yankees (74-87) | Cleveland (73-89)  | Détroit (59-103)   |
| 1990 | Boston (88-74)          | Toronto (86-76)         | Détroit (79-83)        | Cleveland (77-85)  | Baltimore (76-85)  | Milwaukee (74-88)  | NY Yankees (67-95) |
| 1991 | Toronto (91-71)         | Boston (84-78)          | Détroit (84-78)        | Milwaukee (83-79)  | NY Yankees (71-9)  | Baltimore (67-95)  | Cleveland (57-105) |
| 1992 | Toronto (96-66)         | Milwaukee (92-70)       | Baltimore (89-73)      | Cleveland (76-86)  | NY Yankees (76-86) | Détroit (75-87)    | Boston (73-89)     |
| 1993 | Toronto (95-67)         | NY Yankees (88-74)      | Baltimore (85-77)      | Détroit (85-77)    | Boston (80-82)     | Cleveland (76-86)  | Milwaukee (69-93)  |
| 1994 : Les Indians de Cleveland et les Brewers de Milwaukee rejoignent la division AL Central. En raison de la grève des joueurs, la saison est annulée. Les séries éliminatoires ainsi que les séries mondiales sont annulées. |                         |                         |                        |                    |                    |                    |                    |
| 1994 | NY Yankees (70-43)      | Baltimore (63-49)       | Toronto (55-60)        | Boston (84-61)     | Détroit (53-62)    |                    |                    |
| 1995 | (2) Boston (86-58)      | (4) NY Yankees (79-65)  | Baltimore (71-73)      | Détroit (60-84)    | Toronto (56-88)    |                    |                    |
| 1996 | (2) NY Yankees (92-70)  | (4) Baltimore (88-74)   | Boston (85-77)         | Toronto (74-88)    | Détroit (53-109)   |                    |                    |
| 1997 | (1) Baltimore (98-64)   | (4) NY Yankees (96-66)  | Détroit (79-83)        | Boston (78-84)     | Toronto (76-86)    |                    |                    |
| 1998 : Les Tigers de Détroit rejoignent la division AL Central. Les Devil Rays de Tampa Bay arrivent en tant qu'équipe d'expansion.                                                                                             |                         |                         |                        |                    |                    |                    |                    |
| 1998 | (1) NY Yankees (114-48) | (4) Boston (92-70)      | Toronto (88-74)        | Baltimore (79-83)  | Tampa Bay (63-99)  |                    |                    |
| 1999 | (1) NY Yankees (98-64)  | (4) Boston (94-68)      | Toronto (84-78)        | Baltimore (78-84)  | Tampa Bay (69-93)  |                    |                    |
| 2000 | (1) NY Yankees (87-74)  | Boston (85-77)          | Toronto (83-79)        | Baltimore (74-88)  | Tampa Bay (69-92)  |                    |                    |
| 2001 | (1) NY Yankees (95-65)  | Boston (82-79)          | Toronto (80-82)        | Baltimore (63-98)  | Tampa Bay (62-100) |                    |                    |
| 2002 | (1) NY Yankees (103-58) | Boston (93-89)          | Toronto (78-84)        | Baltimore (67-95)  | Tampa Bay (55-106) |                    |                    |
| 2003 | (1) NY Yankees (101-61) | (4) Boston (95-67)      | Toronto (86-79)        | Baltimore (71-91)  | Tampa Bay (63-99)  |                    |                    |
| 2004 | (1) NY Yankees (101-61) | (4) Boston (98-64)      | Baltimore (78-84)      | Tampa Bay (70-91)  | Toronto (67-94)    |                    |                    |
| 2005 | (3) NY Yankees (95-67)  | (4) Boston (95-67)      | Toronto (80-82)        | Baltimore (74-88)  | Tampa Bay (67-95)  |                    |                    |
| 2006 | (1) NY Yankees (97-65)  | Toronto (87-75)         | Boston (86-76)         | Baltimore (70-92)  | Tampa Bay (61-101) |                    |                    |
| 2007 | (1) Boston (96-66)      | (4) NY Yankees (94-68)  | Toronto (83-79)        | Baltimore (69-93)  | Tampa Bay (66-96)  |                    |                    |
| 2008 : Les Devil Rays de Tampa Bay sont renommés Rays de Tampa Bay. |                         |                         |                        |                    |                    |                    |                    |
| 2008 | (2) Tampa Bay (97-65)   | (4) Boston (95-67)      | NY Yankees (89-73)     | Toronto (86-76)    | Baltimore (68-93)  |                    |                    |
| 2009 | (1) NY Yankees (103-59) | (4) Boston (95-67)      | Tampa Bay (84-78)      | Toronto (75-87)    | Baltimore (64-98)  |                    |                    |
| 2010 | (1) Tampa Bay (96-66)   | (4) NY Yankees (95-67)  | Boston (89-73)         | Toronto (85-77)    | Baltimore (66-96)  |                    |                    |
| 2011 | (1) NY Yankees (97-65)  | (4) Tampa Bay (93-69)   | Boston (90-72)         | Toronto (81-81)    | Baltimore (69-93)  |                    |                    |
| 2012 | (1) NY Yankees (95-67)  | (5) Baltimore (93-69)   | Tampa Bay (90-72)      | Toronto (73-89)    | Boston (69-93)     |                    |                    |
| 2013 | (1) Boston (97-65)      | (5) Tampa Bay (92-71)   | NY Yankees (85-77)     | Baltimore (85-77)  | Toronto (74-88)    |                    |                    |
| 2014 | (2) Baltimore (96-66)   | NY Yankees (84-78)      | Toronto (83-79)        | Tampa Bay (77-85)  | Boston (71-91)     |                    |                    |
| 2015 | (2) Toronto (93-69)     | (4) NY Yankees (87-75)  | Baltimore (81-81)      | Tampa Bay (80-82)  | Boston (78-84)     |                    |                    |
| 2016 | (3) Boston (93-69)      | (4) Toronto (89-73)     | (5) Baltimore (89-73)  | NY Yankees (84-78) | Tampa Bay (68-94)  |                    |                    |
| 2017 | (3) Boston (93-69)      | (4) NY Yankees (71-71)  | Tampa Bay (80-82)      | Toronto (76-86)    | Baltimore (75-87)  |                    |                    |
| 2018 | (1) Boston (108-54)     | (4) NY Yankees (100-62) | Tampa Bay (90-72)      | Toronto (73-89)    | Baltimore (47-115) |                    |                    |
| 2019 | (2) NY Yankees (103-59) | (4) Tampa Bay (96-66)   | Boston (84-78)         | Toronto (67-95)    | Baltimore (54-108) |                    |                    |
| 2020 : En raison de la pandémie de COVID-19, la saison a été raccourcie à 60 matchs. Les séries éliminatoires ont été étendues à huit équipes et les wild cards ont été joués au meilleur des trois matchs.                     |                         |                         |                        |                    |                    |                    |                    |
| 2020 | (1) Tampa Bay (40-20)   | (5) NY Yankees (33-27)  | (8) Toronto (32-28)    | Baltimore (25-35)  | Boston (24-36)     |                    |                    |
| 2021 | (1) Tampa Bay (100-62)  | (4) Boston (92-70)      | (5) NY Yankees (92-70) | Toronto (91-71)    | Baltimore (52-110) |                    |                    |
| 2022 | (2) NY Yankees (99-63)  | (4) Toronto (92-70)     | (6) Tampa Bay (86-76)  | Baltimore (83-79)  | Boston (78-84)     |                    |                    |
| 2023 | (1) Baltimore (101-61)  | (4) Tampa Bay (99-63)   | (6) Toronto (89-73)    | NY Yankees (82-80) | Boston (78-84)     |                    |                    |
| 2024 | (1) NY Yankees (94-68)  | (4) Baltimore (91-71)   | Boston (81-81)         | Tampa Bay (80-82)  | Toronto (74-88)    |                    |                    |